# Nigidius grandis
Nigidius grandis es una especie de coleóptero de la familia Lucanidae.

## Distribución geográfica
Habita en Etiopía.